# It's My Life (The Animals-låt)
It's My Life är en rocklåt lanserad av The Animals som skrevs av Roger Atkins och Carl D'Errico från "musikfabriken" The Brill Building i New York. Den släpptes som singel på Columbia Records i oktober 1965 med "I'm Going to Change the World" som b-sida. Liksom deras förra singel "We Gotta Get Out of This Place" börjar låten med en karaktäristisk basslinga (spelad av Chas Chandler) och har ett liknande textmässigt tema om personlig frihet.

## Listplaceringar
| Lista (1965)   | Position         |
| -------------- | ---------------- |
| Finland        | 28               |
| Frankrike      | 24               |
| Irland         | 9                |
| Kanada         | 2                |
| Nederländerna  | 12               |
| Norge          | 5 (VG-lista)     |
| Nya Zeeland    | 12 (NZ Listner)  |
| Storbritannien | 7                |
| Sverige        | 3 (Kvällstoppen) |
| Sverige        | 1 (Tio i topp)   |
| USA            | 23               |
| Vallonien      | 50               |